# ان اف بورد
ان اف بورد (به انگلیسی: New Football Federations-Board)، یکی از سازمان‌های فوتبال است که زیرنظر فیفا نمی‌باشد. این سازمان برای این ساخته شده تا تیم‌های ملی که نماینده‌ای در فوتبال ندارند شامل اقلیت‌ها، اقوام بی‌وطن و کسانی که سرزمینی ندارند، در آن شرکت کنند. مؤسس و دبیرکل فعلی NFB فوتبالیستی است به نام لوک میسون، وکیل بلژیکی به نمایندگی ژان مارک بوسمن این سازمان را بیشتر برای حمایت از بازیکنان حرفه‌ای آزادی‌خواه و تجزیه‌طلب اروپا ساخت.

## اعضا
1. کردستان عراق، تیم فوتبال کردستان عراق
2. آرامی‌ها، تیم ملی فوتبال آرامی‌ها
3. گزو، تیم ملی فوتبال گزو (جزیره‌ای در کنار کشور ایتالیا)
4. اوکیتانیا، تیم ملی فوتبال اوکیتانیا (واقع در کشور فرانسه)
5. پادانیا، تیم ملی فوتبال پادانیا (منطقه‌ای در ایتالیا)
6. پرونس، تیم ملی فوتبال پرونس (منطقه‌ای در فرانسه)
7. لاپ‌لند، تیم ملی فوتبال لاپ لند (از اقوام ساکن اسکاندیناوی)
8. دو سیسیل، تیم ملی فوتبال دو سیسیل (منطقه‌ای در ایتالیا)
9. سیلند، تیم ملی فوتبال سیلند (جزیره‌ای در کنار بریتانیا)
10. زنگبار، تیم فوتبال زنگبار
11. قبرس شمالی، تیم ملی فوتبال جمهوری ترک قبرس شمالی
12. آشور، آشوری‌ها، تیم فوتبال آشور
13. تبت، تیم ملی فوتبال تبت
14. صحرای غربی، تیم فوتبال صحرای غربی
15. ساپمی، تیم فوتبال ساپمی (از اقوام ساکن اسکاندیناوی)
16. کامرون جنوبی، تیم ملی فوتبال کامرون جنوبی
17. چچن
18. ریشیه
19. پاپوا غربی
20. دارفور

### اعضای سابق
- موناکو، موناکو